# Сельское поселение Дубровицкое
Се́льское поселе́ние Дубро́вицкое — упразднённое муниципальное образование, существовавшее в составе Подольского муниципального района Московской области России. Административным центром поселения являлся посёлок Дубровицы.

## Географические данные

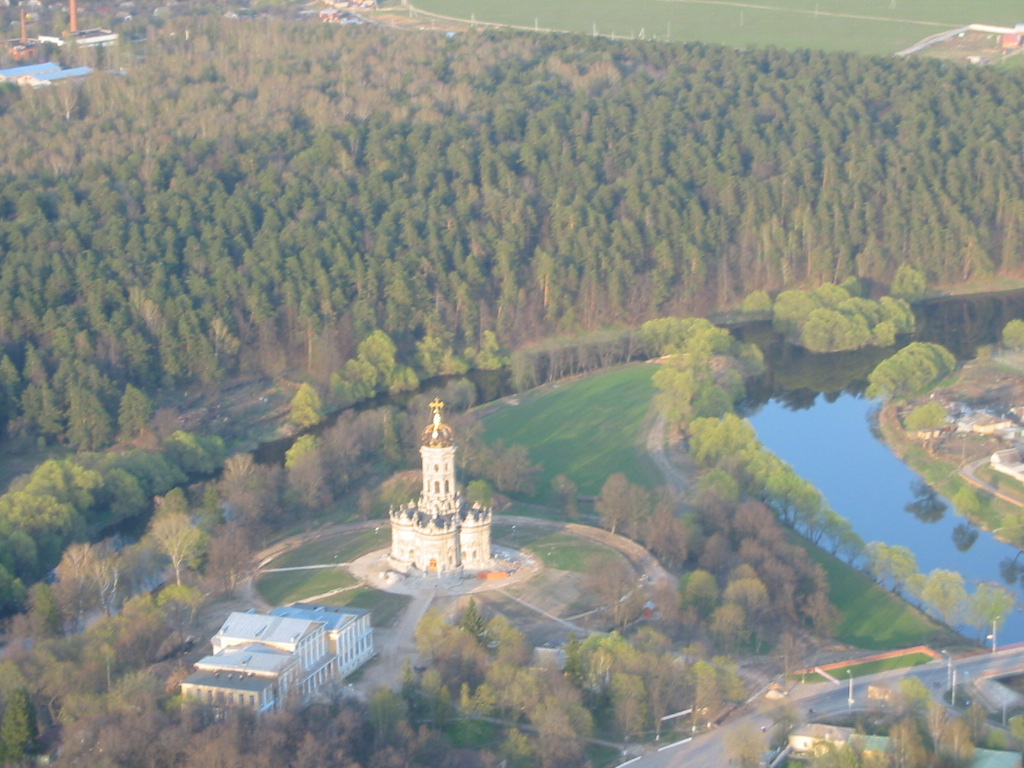
Место слияния рек Десна и Пахра в Дубровицах.

Общая площадь — 33,42 км². Расстояние между самой северной и южной точками — 8,5 км, между самой восточной и западной — 8,1 км. Муниципальное образование находилось в южной части Московской области, в северной части Подольского района и граничило с:
- поселением Рязановское города Москвы (востоке);
- городским округом Подольск (на юго-востоке и востоке);
- сельским поселением Лаговское Подольского района (на юге);
- поселением Щаповское города Москвы (на юго-западе и западе);
- поселением Десёновское города Москвы (на севере и северо-западе).

Климат в поселении — умеренно континентальный, формирующийся за счёт приходящего с запада влажного воздуха Атлантики. Лето тёплое, зима умеренно холодная с устойчивым снежным покровом.
По территории поселения протекали крупные реки Подольского района — Десна, Моча и Пахра. Основное направление течения рек — восток (Пахра) и север (Моча). В окрестностях посёлка Дубровицы расположен большой по площади монолитный участок старовозрастных липняков и дубрав.

## Население
| 2002  | 2003  | 2004  | 2005  | 2006  | 2007  | 2008  |
| ----- | ----- | ----- | ----- | ----- | ----- | ----- |
| 5214  | ↘5194 | ↗5568 | ↗5612 | ↘5298 | ↗6120 | ↗6146 |
| 2009  | 2010  | 2011  | 2012  | 2013  | 2014  | 2015  |
| ↗6228 | ↗7748 | ↗7834 | →7834 | ↘7600 | ↗7608 | ↘7569 |

## История
Муниципальное образование сельское поселение Дубровицкое в существующих границах было образовано в 2005 году на основании Закона Московской области от 28 февраля 2005 года № 65/2005-ОЗ «О статусе и границах Подольского муниципального района и вновь образованных в его составе муниципальных образований». В его состав вошли 12 населённых пунктов бывшего Дубровицкого сельского округа. Устав сельского поселения был принят 11 мая 2006 года.
1 июня 2015 года поселение было упразднено вместе с Подольским муниципальным районом и его территория была передана в состав городского округа Подольск.

## Состав сельского поселения
| №  | Населённый пункт   | Тип населённого пункта          | Население |
| -- | ------------------ | ------------------------------- | --------- |
| 1  | Акишово            | деревня                         | ↗28       |
| 2  | Булатово           | деревня                         | ↗31       |
| 3  | Докукино           | деревня                         | ↗100      |
| 4  | Дубровицы          | посёлок, административный центр | ↗3362     |
| 5  | Жарково            | деревня                         | ↗25       |
| 6  | Кузнечики          | посёлок                         | ↗3532     |
| 7  | Кутьино            | деревня                         | ↗20       |
| 8  | Лемешово           | деревня                         | ↗198      |
| 9  | Луковня            | деревня                         | ↘9        |
| 10 | Наумово            | деревня                         | ↗10       |
| 11 | Поливаново         | посёлок                         | ↗509      |
| 12 | Санатория «Родина» | посёлок                         | ↘158      |

## Органы местного самоуправления
Структуру органов местного самоуправления сельского поселения Дубровицкое составляют:
- Совет депутатов сельского поселения Дубровицкое;
- глава сельского поселения Дубровицкое;
- администрация сельского поселения Дубровицкое.

Совет депутатов сельского поселения Дубровицкое состоит из депутатов, избираемых на муниципальных выборах на основе всеобщего равного и прямого избирательного права при тайном голосовании сроком на 5 лет. Совет депутатов сельского поселения Дубровицкое состоит из 10 депутатов.
Почтовый адрес главы, администрации и Совета депутатов сельского поселения Дубровицкое: 142132, Московская область, Подольский район, п. Дубровицы, д. 35а.

## Экономика и инфраструктура
Основа местной экономики — сельское хозяйство и животноводство. Посевная площадь сельскохозяйственных культур в хозяйствах населения сельских поселений по состоянию на 2009 года — 96 гектар (из них 48 — под картофель). В посёлке Дубровицы расположен Всероссийский научно-исследовательский институт животноводства, основанный в 1929 году в Москве и перебазированный в 1961 году в Подольский район РАСХН.
Общая протяженность автодорог общего пользования местного значения на конец 2009 года — 51,5 км, из них с твёрдым покрытием — 42,6 км.
Число самостоятельных больничных учреждений и отделений в составе больничных учреждений и других ЛПУ — 2 единицы (амбулаторий в Дубровицах; районная поликлиника «Кузнечики»). 2 дошкольных образовательных учреждения (детские сады «Поливаново» и «Дубравушка»), 1 общеобразовательное учреждение (Дубровицкая средняя общеобразовательная школа имени героя России Александра Монетова). 2 учреждения культурно-досугового типа, 2 музея, 1 библиотека. В поселении находится МОУ «Специализированная детская юношеская школа олимпийского резерва по лыжным гонкам» (СДЮШОР).

## Достопримечательности

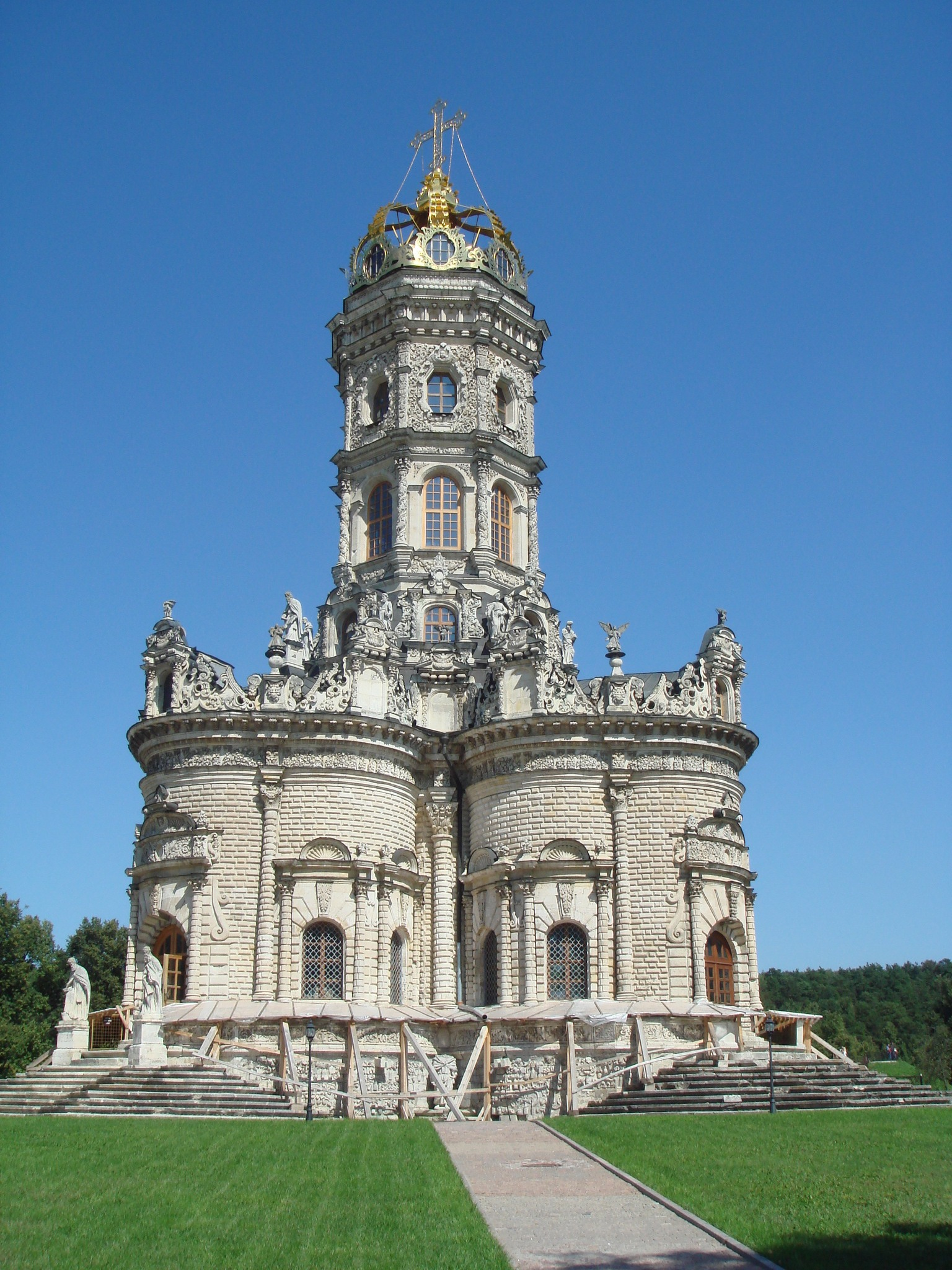
Церковь Знамения Богородицы

Памятники архитектуры и садово-паркового искусства сельского поселения:
- Усадьба «Дубровицы»
- Церковь Знамения Богородицы (1690—1704)
- Церковь Покрова Богородицы (1740)
- Церковь Ильи Пророка (1753)
- Усадьба «Поливаново»
- Церковь Благовещения Богородицы (1777—1779)

В поселении также расположены другие объекты исторического и культурного значения, являющиеся национальным достоянием:
- Памятник археологии «Городище Луковня»
- Памятник археологии селище «Поливаново»
- Памятник археологии селище «Дубровицкое»
- Памятник археологии селище «Лемешовское»
- Памятник археологии селище «Луковинское»
- Памятник археологии курганы «Луковинские»